# Le Locataire du 31
Le Locataire du 31 est une nouvelle d’Anton Tchekhov.

## Historique
Le Locataire du 31 est initialement publié dans la revue russe Les Éclats, no 44, du 1er novembre 1886, sous le pseudonyme A.Tchekhonte. Aussi traduit en français sous le titre Le Locataire.

## Résumé
Brykovitch vit au crochet de sa femme qui tient le meublé « Tunis » en ville. Un jour d’énervement, il s’en prend au locataire Khaliavkine, un musicien saoul qui a deux semaines de retard dans le paiement de son loyer. Ce dernier lui rétorque que lui aussi ne paie pas son loyer, vu qu’il vit « gratis » chez sa femme. Brykovitch est d’abord outragé, puis convient que la situation est exacte. Il finit la nuit en buvant de la vodka chez Khaliavkine et lui conseille, en le quittant au petit matin, de ne pas payer son loyer.

## Édition française
- Le Locataire, traduit par Edouard Parayre, Les Éditeurs Français Réunis, 1958.